# Stort sølvkræ
Stort sølvkræ eller ovnfisk  (Thermobia domestica) er et lille insekt, som hører til insektordenen sølvkræ (Zygentoma) og nært beslægtet med Sølvfisk, men er ca. dobbelt så stor (2 cm) som denne. Hvor sølvfisken trives i fugtigt miljø, foretrækker ovnfisk tørre og varme steder. Den er grålig med mørke pletter.